# Canistrum lanigerum
Espèce
Canistrum lanigerum est une espèce de plantes à fleurs de la famille des Bromeliaceae, endémique du Brésil, décrite en 1998 et publiée en 1999.

## Distribution
L'espèce est tropicale et endémique de l'État de Bahia au Brésil.

## Description
L'espèce est épiphyte.